# 交州 (成漢)
交州是五胡十六国中成汉的州。
玉衡二十四年（334年），成汉分宁州设置交州，下辖牂柯郡（治所在贵州省黔南布依族苗族自治州瓮安县）、夜郎郡（在今贵州省西部）、梁水郡、西平郡（治所在今云南省曲靖市罗平县）、兴古郡（治所在今云南省文山壮族苗族自治州砚山县）、平夷郡（治所在今贵州省毕节市七星关区东），以爨琛为交州刺史。玉恒二年（336年），兴古郡、夜郎郡地入东晋。汉兴元年（338年），成汉夺得兴古郡、夜郎郡，同年废除交州，梁水郡、西平郡、兴古郡属宁州，夜郎郡、牂柯郡属安州，平夷郡属荊州。